# Lesz

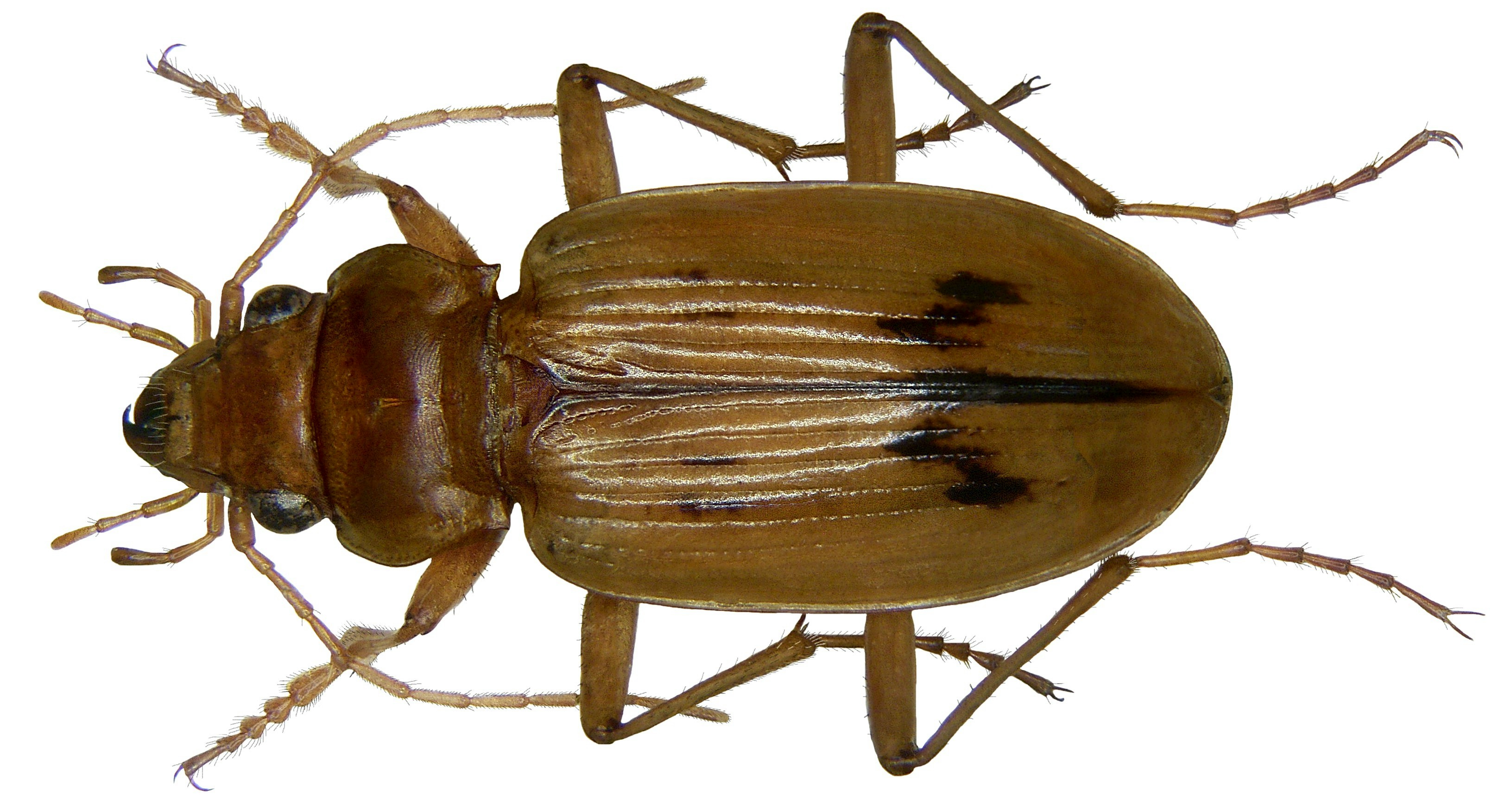
Nebria complanata

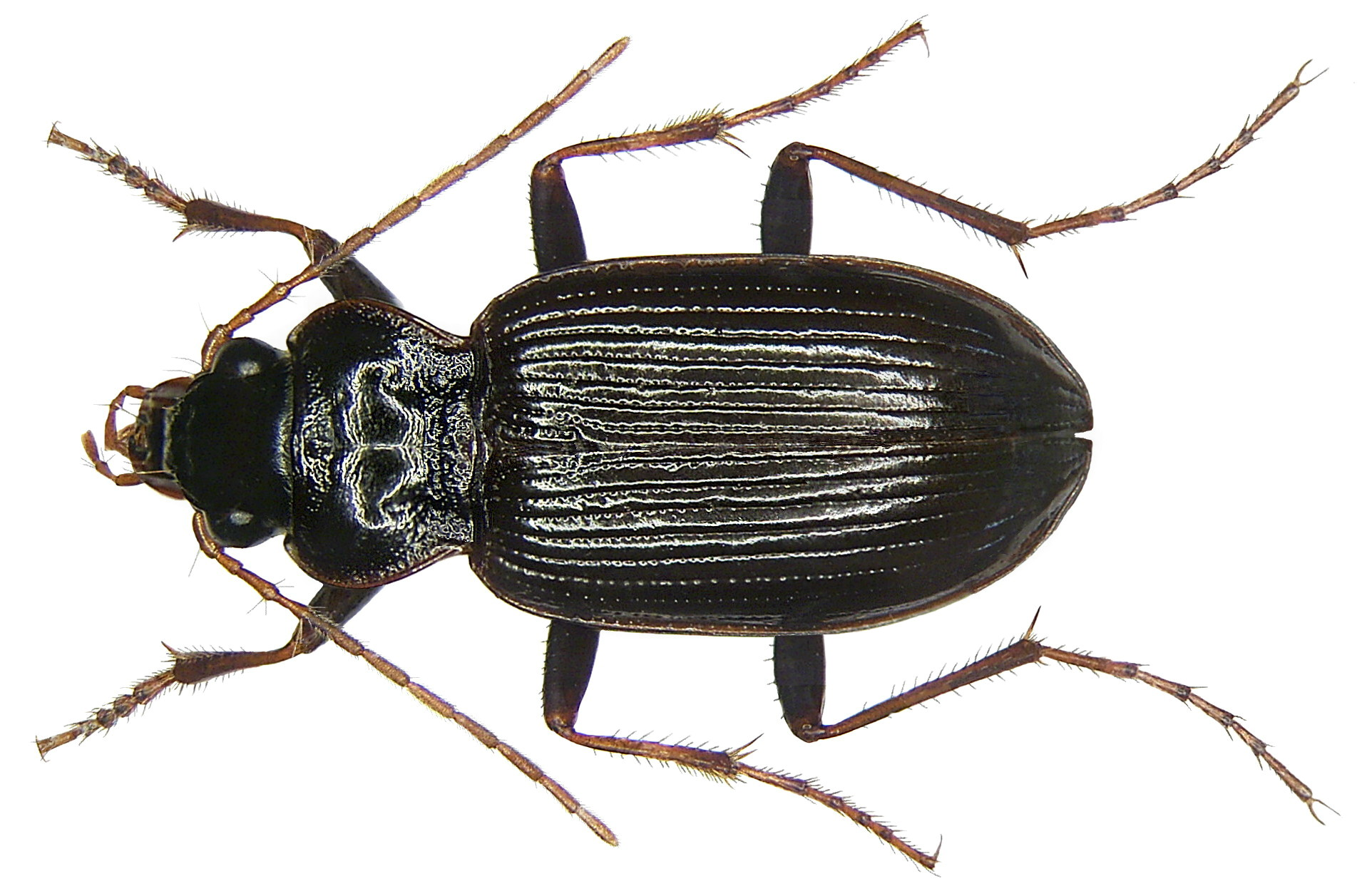
lesz truskawczak

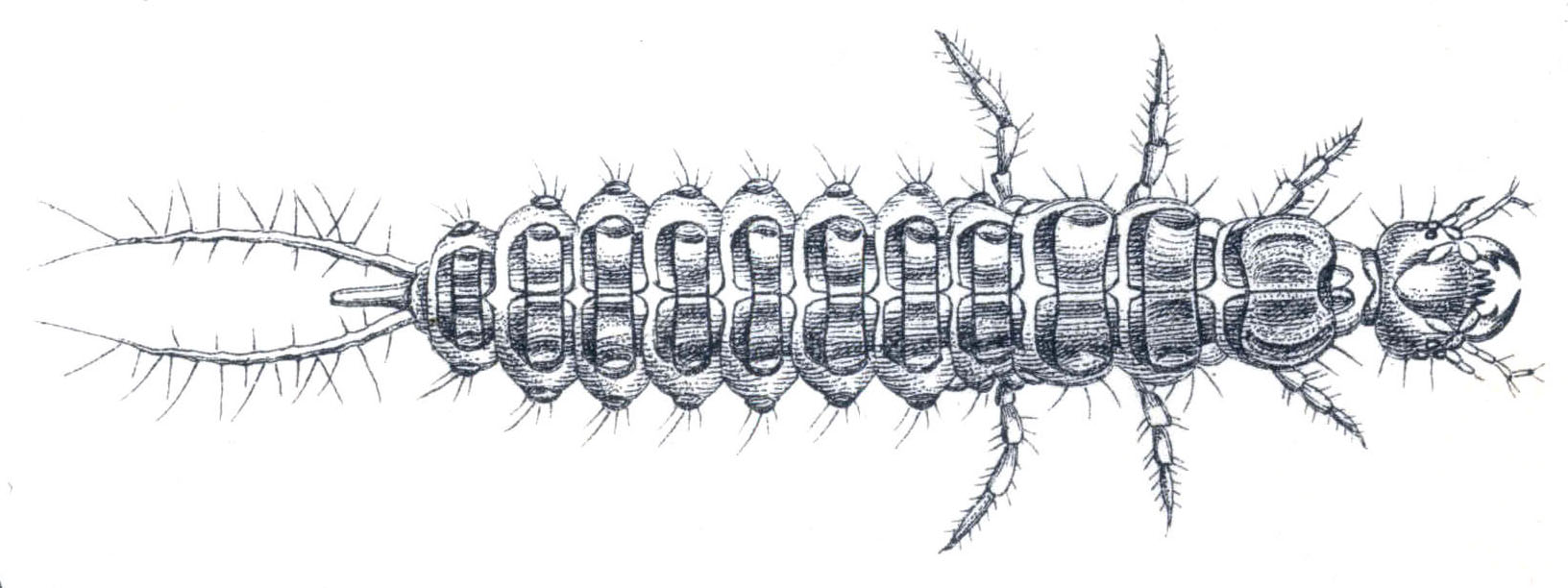
Larwa lesza truskawczaka

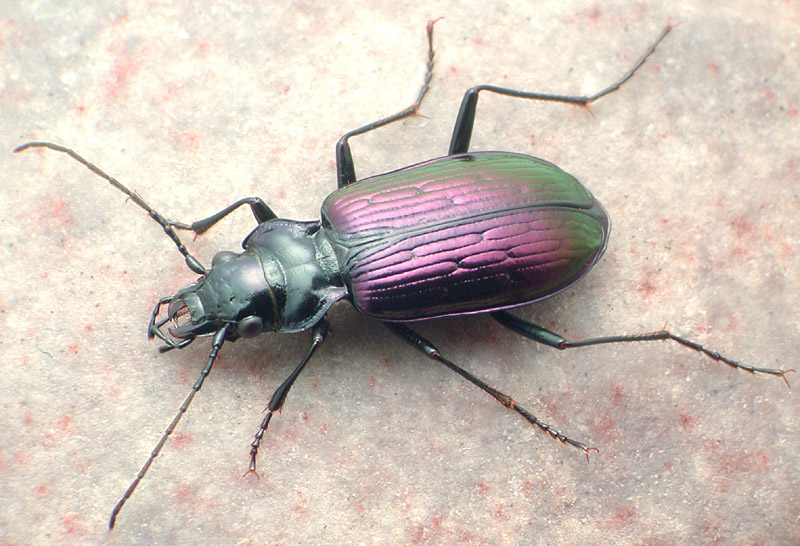
Nebria metallica

Lesz (Nebria) – rodzaj chrząszczy z rodziny biegaczowatych i podrodziny leszowych.

## Taksonomia
Rodzaj opisany został w 1802 roku przez Pierre’a-André Latreille’a. Gatunkiem typowym został Carabus brevicollis Fabricius, 1792.

## Opis
Zewnętrzne krawędzie żuwaczek co najwyżej słabo rozszerzone. Pokrywy z obecnymi skróconymi rzędami przytarczkowymi.

## Biologia i ekologia
Dorosłe i larwy są drapieżne. Preferują aktywność nocną. Większość gatunków jest górska i alpejska. Żyją głównie w wilgotnych siedliskach: nad brzegami wód, na brzegach pól śnieżnych, w stosach głazów itp.

## Rozprzestrzenienie
Chrząszcze te zasiedlają Eurazję i Amerykę Północną. W Polsce, występuje około 8 gatunków.

## Systematyka
Należące tu gatunki grupuje się w 27 podrodzajach:
- Nebria (Alpaeonebria) Csiki, 1946
- Nebria (Asionebria) Shilenkov, 1982
- Nebria (Boreonebria) Jeannel, 1937
- Nebria (Catonebria) Shilenkov, 1975
- Nebria (Eonebria) Semenov et Znojko, 1928
- Nebria (Epinebriola) K. Daniel et J. Daniel, 1904
- Nebria (Epispadias) Ledoux et Roux, 1999
- Nebria (Eunebria) Jeannel, 1937
- Nebria (Eurynebria) Ganglbauer, 1891
- Nebria (Falcinebria) Ledoux et Roux, 2005
- Nebria (Germarina) Jeanne, 1985
- Nebria (Nakanebria) Ledoux et Roux, 2005
- Nebria (Nebria) Latreille, 1802
- Nebria (Nebriola) K. Daniel, 1903
- Nebria (Nebriorites) Jeannel, 1941
- Nebria (Nippononebria) Ueno, 1955
- Nebria (Oreonebria) K. Daniel, 1903
- Nebria (Orientonebria) Shilenkov, 1975
- Nebria (Paranebria) Jeannel, 1937
- Nebria (Patrobonebria) Banninger, 1923
- Nebria (Pseudonebriola) Ledoux et Roux, 1989
- Nebria (Psilonebria) Andrewes, 1923
- Nebria (Reductonebria) Shilenkov, 1975
- Nebria (Sadonebria) Ledoux et Roux, 2005
- Nebria (Spelaeonebria) Peyerimhoff, 1911: 359
- Nebria (Tyrrhenia) Ledoux et Roux, 2005
- Nebria (Vancouveria) Kavanaugh, 1995